# Laena jiangxica
Laena jiangxica – gatunek chrząszcza z rodziny czarnuchowatych i podrodziny omiękowatych.
Gatunek ten został opisany w 2008 roku przez Wolfganga Schawallera. Miejsce typowe znajduje się w Huanggan Shan w rezerwacie Wuyi Shan.
Chrząszcz o ciele długości od 5,5 do 6 mm. Przedplecze najszersze z przodu, o brzegach bocznych obrzeżonych, tylnym brzegu nieobrzeżonym, kątach tylnych zaokrąglonych; jego powierzchnia pokryta rozproszonymi, grubymi, opatrzonymi długimi szczecinkami punktami. Na pokrywach brak rowków, występują tylko ułożone w rzędy punkty, wielkością zbliżone do tych na przedpleczu i opatrzone długimi, wzniesionymi szczecinkami. Punkty na międzyrzędach nieliczne, niewyraźne i również opatrzone szczecinkami. Odnóża obu płci o bezzębnych wszystkich udach. Samiec o trójkątnym apicale edeagusa.
Owad endemiczny dla Chin, znany tylko z Jiangxi.